# Wonder Project J
Wonder Project J: Kikai no Shonen Pino (ワンダープロジェクトJ: 機械の少年ピーノ 'Wandā Purojeku Jei: Kikai no Shōnen Pīno'?) es un videojuego de simulación de vida desarrollado por Almanic Corporation y publicado por Enix para la Super Famicom en 1994. En el juego, los jugadores cuidan a un niño Gijin (robot) creado por el Dr. Geppetto llamado Pino. Dirigido por Takashi Yoneda, el título fue creado por la mayor parte del mismo personal que trabajó en proyectos anteriores en Almanic como EVO: Search for Eden.

## Jugabilidad
Wonder Project J es un juego de simulación de vida en el que el jugador cría a un niño robot llamado Pino, que muestra una gran cantidad de animaciones para hacerlo parecer más humano para el jugador. El juego utiliza al compañero de hadas de Pino, Tinker, como una interfaz de apuntar y hacer clic como un juego de aventuras, con el objetivo principal de educar a Pino para que intente hacerlo más humano, lo que se puede lograr regañándolo cuando hace algo mal y elogiándolo cuando lo hace. algo correcto.    El jugador recolecta una variedad de elementos a través de la aventura, que pueden usarse para ciertos propósitos. Pino necesita tener éxito en varios desafíos y enfrentamientos para activar los circuitos de virtud, con su tarea final de fomentar las relaciones entre los humanos y el robot Gijin. Ciertas acciones también reducen la salud de Pino, que se restaura con reparaciones a costa de dinero.

## Desarrollo y lanzamiento
Wonder Project J fue desarrollado por Almanic Corporation, que también desarrolló EVO: Search for Eden, junto con Mint y Omnibus Promotion. Takashi Yoneda se desempeñó como director del proyecto, además de diseñador y escritor. Yoneda recordó en su sitio web personal que tuvo dificultades para entender el concepto de comunicarse con un personaje a través de una interfaz de apuntar y hacer clic, sin embargo, logró realizar el juego gracias a la cooperación con el difunto director de anime Umanosuke Iida. Yoneda declaró que usó tanto a Sekai Meisaku Gekijō como a obras de Toei Animation como modelos para la construcción del mundo. Desde entonces, Yoneda ha considerado el título como "el trabajo más reflexivo y profundo" para él. El animador japonés Toshihiro Kawamoto también trabajó como artista para el juego y también ilustró la portada.
Wonder Project J fue lanzado por primera vez para Super Famicom por Enix en Japón el 4 de diciembre de 1994. En diciembre de 1994, Enix también lanzó una guía de estrategia oficial en Japón. A pesar de que nunca se publicó oficialmente fuera de Japón, en 2001 se lanzó una traducción no oficial.

## Recepción
En abril de 1995, la publicación de Famitsu "Reader Cross Review" dio a Wonder Project J una puntuación de 7/10. El juego fue un éxito comercial, con ventas de 1.3 millones de unidades solo en Japón. Hardcore Gamer le dio al título una perspectiva retrospectiva positiva. En 2011, Bob Mackey de 1UP.com lo incluyó entre las "Seis importaciones obligadas de Super Nintendo".

## Secuela
Una secuela, Wonder Project J2, fue desarrollada por Givro Corporation (anteriormente Almanic Corp.) y lanzada por Enix para Nintendo 64 en 1996, sirviendo como uno de los últimos proyectos de Givro antes de su disolución en 1998. La secuela fue relanzada más tarde por Square Enix como una descarga de dos partes para teléfonos móviles en Japón en 2010.